# 加拿大皇家大學
皇家大學（加拿大）（英語：Royal Roads University），又譯皇家路大学、皇家漢樑大學，是位于加拿大卑詩省溫哥華島的一所综合性、应用型的公立高等教育机构。校園位於首府地區科爾伍德市。

## 历史
第二次世界大戰期間，英國國王喬治六世為皇室家族訂下一旦需要撤離英國的應變計劃，指示加拿大聯邦政府於1940年購入位於科爾伍德的海特利古堡，預定作為臨時皇室居所。
英國皇室最終決定留守倫敦，而加拿大政府遂將古堡改建成軍事學院，稱為，自1940年起開始授課。1942年，學院改稱為皇家加拿大海軍學院（Royal Canadian Naval College），1947年更名為皇家加拿大海軍及皇家加拿大空軍聯合學院（RCN/RCAF Joint Services College），1948年再更名為皇家錨地加拿大軍隊學院（Canadian Services College Royal Roads），再於1967年改為皇家錨地軍事學院（Royal Roads Military College），由加拿大國防部營運。
於1975年獲授權頒發學位，並於1977年首次頒發學士學位。
加拿大國防部於1995年關閉皇家錨地軍事學院；皇家大學於同年成立，並沿用海特利古堡校園。

## 境外專班
自1999年起，加拿大皇家大學開始擴展亞洲地區的工商管理碩士(MBA)學位境外專班 (英文:Offshore Programs)。境外專班採用與當地機構授權合作的模式招生，並以當地語言授課。至2012年底已有超過3000名境外專班畢業生，分別來自臺灣、香港、中國及孟加拉。
- 亞洲校務代表處: 位於香港，統籌招生及行政管理。
- 臺灣: 由教育單位香港德明書院臺灣合作教育單位負責主要招生及管理。至2015年底已有約2000多名MBA境外專班畢業生。
- 香港: 由教育單位香港德明書院負責主要招生及管理。[4][5]
- 中國: 主要招生網站設在深圳。上海、廈門、福州、浙江省、江蘇省、安徽省、西安、成都、天津等城市均有各自的招生單位。

## 外部連結
- 维基共享资源上的相關多媒體資源：皇家大學